# 魚津市立本江小学校
魚津市立本江小学校（うおづしりつ ほんごうしょうがっこう）は、富山県魚津市本江にかつて存在した小学校。

## 概要
- 魚津市の本江・本江新町・並木町・下村木町・新金屋・友道・大光寺・三田・印田・石垣新・大海寺野（一部）地区を通学区域としていた。
- 市内の小学校で、児童数の多い学校の1つであった。

## 沿革
個別に出典が提示されていない1967年までの箇所の出典→
- 1873年9月11日 成業小学校、下村木に創設[2]。
- 1890年
  - 4月 下野方簡易小学校に改称し、守真小学校（後の魚津市立上野方小学校）に同居して授業。
  - 6月 校舎を本江村875番地に新築し、9月開校。通学区域は本江、印田新、石垣新、三田、大光寺、住吉新。
- 1892年 - 下野方尋常小学校に改称。
- 1910年8月 - 490坪の校舎を新築。
- 1940年 - 高等科を設置。
- 1941年4月 - 下野方国民学校と改称。
- 1947年4月 - 下野方村立下野方小学校となる。
- 1952年 - 魚津市立下野方小学校に改称。
- 1955年
  - 9月1日 - 魚津市立本江小学校を新設（学区を一部変更し、新金屋地区、沖田地区を校下とした）[3]。校舎を新築（南側校舎、中側校舎計14教室と給食室）[4]。
  - 9月2日 - 始業式[5]。
- 1956年7月 - 中央校舎一部と廊下、便所着工[5]。
- 1957年
  - 6月15日 - 講堂（体育館）竣工[6][3]。
  - 12月 - 北側校舎完成[7]。
- 1958年2月28日 - 旧下野方小学校跡地に本江母子寮が新築される[6][8]。
- 1960年4月 - 児童歌（後の校歌）完成[7]。
- 1962年12月 - プール完成[4]。
- 1963年4月 - 特殊学級併設、校庭拡張[4]。
- 1967年10月 - 前庭大改造完成[4]。
- 1968年11月 - 校舎増築[4]（家庭室、図工室、保健室、応接室などが出来る）。
- 1970年6月 - 校旗を樹立[4]。
- 1975年3月 - プレハブ教室新設、図書室となる[9]。
- 1976年9月 - 校庭整地完了[9]。
- 1977年12月 - スキー山完成[10]。
- 1978年
  - 3月 - 新校舎完成[10]。
  - 11月 - 校舎増築（普通教室、音楽室）[4]。
- 1982年12月 - 校舎改築第1期完成[11]。
- 1984年
  - 3月 - 校舎改築第2期完成[11]。
  - 6月 - 旧校舎解体[11]。
- 1985年3月 - 校舎改築第3期完成[11]。
- 1986年
  - 2月 - 校舎改築全工事完成[11]（市内初の鉄筋4階建て新校舎が完成[3]）。
  - 8月 - 新グラウンド完成[12]。
- 1987年 - 体育館竣工[3]。
- 1992年6月 プール改築工事開始[11]。
- 1993年 プール改築（電動上屋付）[13]。
- 2017年4月 - 魚津市立よつば小学校の普通教室棟が完成し、暫定的に本江小学校の校舎として運用[14]。
- 2018年4月 - 大町小学校、村木小学校、上野方小学校と統合され、魚津市立よつば小学校となり廃校。本江小学校校舎に新小学校の校舎が設置される[15]。

## 周辺
- 富山県道135号富山滑川魚津線（旧国道8号）
- 富山地方鉄道 電鉄魚津駅
- 魚津市立図書館
- 魚津市立西部中学校
- 魚津警察署
- 魚津郵便局
- オーアイ工業